# Juan Pablo Pereyra
Juan Pablo Pereyra (San Lorenzo, 30 maggio 1984) è un ex calciatore argentino, di ruolo attaccante.

## Carriera

### Club
Dopo aver giocato con varie squadre di club, nel 2010 si trasferisce all'Estudiantes.

### Nazionale
Conta una presenza con la nazionale argentina.